# Daniela Rubio
Daniela Rubio Moreno (Barcelona, 20 de agosto de 2007) es una actriz y modelo española, conocida por su participación de Milagros Palacios en la serie Acacias 38 (2019) y Adéle Uribe en la serie El internado: Las Cumbres (2021-2023).

## Biografía
Daniela Rubio Moreno nació el 20 de agosto de 2007 en Barcelona (España), además del catalan y español, habla con fluidez el inglés, alemán y chino.

## Carrera
Daniela Rubio Moreno comenzó a incursionar en el mundo de las artes desde muy temprana edad, gracias a su interés por él. Empieza a practicar piano, danza moderna y se matricula en algunos cursos de canto. Se puso a trabajar en algunos anuncios impresos y gradualmente consiguió algunos papeles en cortometrajes y papeles en series de televisión.
En 2017 apareció en el cortometraje Leones dirigido por Daniel Sánchez Arévalo. Al año siguiente, en 2018, interpretó el papel de Aurora de niña en el cortometraje Canasta dirigido por Gracia Querejeta.
En 2018 interpretó el papel de Isabel en la serie Presunto culpable. Al año siguiente, en 2019, interpretó el papel de Ana Montrell de niña en la serie La caza. Monteperdido. También en 2019 interpretó el papel de Luna en La influencia dirigida por Denis Rovira.
En 2019 interpretó el papel de Milagros Palacios en la telenovela Acacias 38. Al año siguiente, en 2020, interpretó el papel de Luna Blázquez Gómez en la serie Caronte. También en 2020 interpretó el papel de la hija de Mayte en la serie Desaparecidos. Ese mismo año interpretó el papel de Berta en el cortometraje De quién es tu piel dirigido por Rebeca Alemañy.
En 2020 y 2021 interpretó el papel de Sandra en la serie Cuéntame cómo pasó. De 2021 a 2023 interpretó el papel de Adéle Uribe en la serie El internado: Las Cumbres. En 2023 interpretó el papel de Carla en la película ¡Vaya vacaciones! dirigida por Víctor García León.

## Filmografía

### Cine
| Año  | Título            | Personaje | Director           |
| ---- | ----------------- | --------- | ------------------ |
| 2019 | La influencia     | Luna      | Denis Rovira       |
| 2023 | ¡Vaya vacaciones! | Carla     | Víctor García León |

### Televisión
| Año         | Título                    | Personaje           | Notas        |
| ----------- | ------------------------- | ------------------- | ------------ |
| 2018        | Presunto culpable         | Isabel              | 2 episodios  |
| 2019        | La caza. Monteperdido     | Ana Montrell niña   | 8 episodios  |
| 2019        | Acacias 38                | Milagros Palacios   | 16 episodios |
| 2020        | Caronte                   | Luna Blázquez Gómez | 1 episodio   |
| 2020        | Desaparecidos             | La hija de Mayte    | 2 episodios  |
| 2020 - 2021 | Cuéntame cómo pasó        | Sandra              | 6 episodios  |
| 2021 - 2023 | El internado: Las Cumbres | Adéle Uribe Brun    | 22 episodios |

### Cortometrajes
| Año  | Título              | Personaje   | Director               |
| ---- | ------------------- | ----------- | ---------------------- |
| 2017 | Leones              |             | Daniel Sánchez Arévalo |
| 2018 | Canasta             | Aurora niña | Gracia Querejeta       |
| 2020 | De quién es tu piel | Berta       | Rebeca Alemañy         |